# Pelomys campanae
Pelomys campanae  (Huet, 1888) è un roditore della famiglia dei Muridi diffuso nell'Africa centro-occidentale.

## Etimologia
Il nome specifico è dedicato al Reverendo Padre Campana, naturalista che catturò l'olotipo presso Landana, in Angola.

## Descrizione

### Dimensioni
Roditore di piccole dimensioni, con la lunghezza della testa e del corpo tra 118 e 170 mm, la lunghezza della coda tra 125 e 158 mm, la lunghezza del piede tra 27 e 35 mm e la lunghezza delle orecchie tra 18 e 19 mm.

### Aspetto
La pelliccia è ruvida. Le parti superiori sono bruno-giallastre con dei riflessi rossastri sulla groppa, una striscia nerastra dorsale spesso indistinta si estende dalla parte centrale della schiena fino alla base della coda, mentre le parti ventrali sono biancastre o bianco-giallastre talvolta con delle macchie rossicce sul collo e sull'addome. Il naso, il contorno degli occhi e le orecchie sono bruno-rossicce. La coda è lunga quanto la testa e il corpo, nerastra sopra, giallastra sotto e cosparsa di pochi peli brunastri. Il numero cromosomico è 2n=48.

## Biologia

### Comportamento
È una specie terricola, probabilmente semi-acquatica.

### Riproduzione
giovani individui sono stati osservati nei mesi di aprile, giugno e luglio.

## Distribuzione e habitat
Questa specie è diffusa nell'Angola occidentale e nella Repubblica Democratica del Congo sud-occidentale.
Vive nelle savane, in prossimità delle foreste pluviali, in campi agricoli e in campi di mais.

## Conservazione
La lista rossa IUCN, considerato il vasto areale, la popolazione numerosa e la tolleranza alle modifiche ambientali, classifica P.campanae come specie a rischio minimo (Least Concern).